# 飯村泉

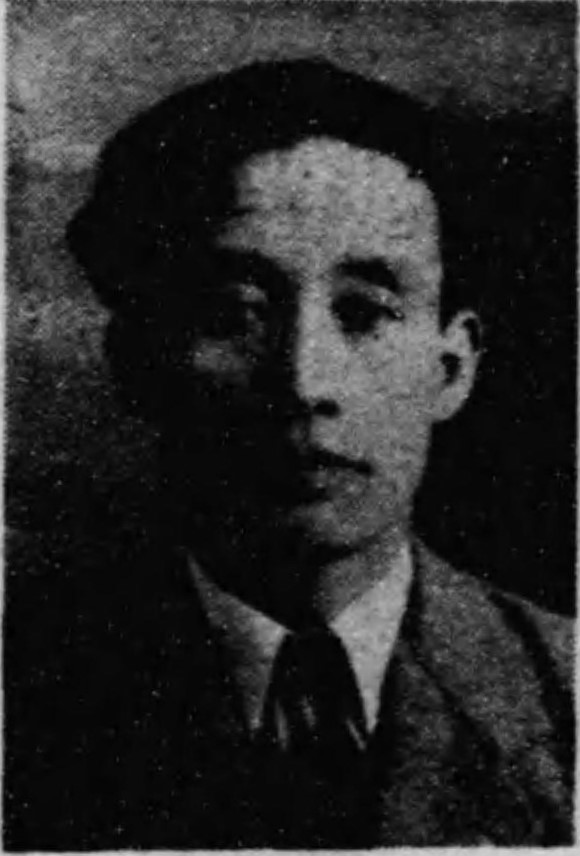
飯村泉

飯村 泉（いいむら いずみ、1908年〈明治41年〉5月26日 - 没年不明）は、日本の政治家。衆議院議員（1期）。

## 経歴
茨城県東茨城郡小松村（のち常北町、現・城里町）出身。1927年、旧制水戸中学校を卒業。卒業後は官立神戸高等商船学校（のち神戸商船大学、神戸大学海事科学部を経て、現神戸大学海洋政策科学部）を経て、京都帝国大学卒。日刊油業報知新聞社員、東京都油脂配給協同組合職員、岩城興業(有)営業部長、東京都油脂配給統制組合秘書課長となる。
1946年の第22回衆議院議員総選挙で茨城県から無所属で立候補するが落選。翌1947年の第23回衆議院議員総選挙において茨城1区から民主党公認で立候補して当選した。この間民主党常任幹事となった。在任中に議員の地位を利用した魚油の詐欺容疑で逮捕された。このため1949年の第24回衆議院議員総選挙には立候補しなかった。

## その他
飯村と同姓同名の茨城県議会議員が存在するが、生年と経歴から見て別人である。
『茨城の国会議員列伝』（市村眞一著、崙書房出版、1990年発行）の「全議員名鑑」には飯村の氏名と略歴は記載されていない。